# Ethnologie de Star Trek
 (août 2024).
L'ethnologie de Star Trek présente une liste d'espèces extraterrestres intelligentes figurant dans l'univers de fiction de Star Trek. Deux listes sont présentées. La première se réfère à l'« espèce » et la seconde aux « communautés ».
Dans la page ne sont présentées que les espèces bénéficiant d'une page dans l’encyclopédie.

## Espèces
Il s'agit d'entités organiques ou non ayant un niveau d'intelligence permettant la communication avec l'espèce humaine.
- Férengi
- Jem'Hadar
- Klingon, langue Klingon
- Ocampa : les Ocampas sont, dans l'univers de fiction de Star Trek, une espèce extraterrestre humanoïdes originaire de la planète Ocampa située dans le Quadrant Delta dotés de capacités télépathiques très puissantes mais enfouies depuis des générations[1]. Ils apparaissent dans l'épisode pilote de Star Trek : Voyager (Le Pourvoyeur - The Caretaker)[2]. Ce peuple extraterrestre vénère et respecte le « Pourvoyeur »[3].
- Romuliens
- Vulcain

## Communautés
Il s'agit de réunions d'entités en super-entités socio-politiques. Ces organisations peuvent regrouper des espèces différentes avec divers statuts, de l'esclavage à l'égalité.
- L'Alliance Férengie
- Le Collectif Borg
- Le Dominion
- L'Empire Klingon
- L'Empire Stellaire Romulien (ou romulanais)
- La Fédération des Planètes Unies (ou la « Fédération »)
- Le Maquis

## Source bibliographique
(en) Michael Okuda, Denise Okuda et Debbie Mirek, The Star Trek Encyclopedia : A Reference Guide to the Future, New York, Pocket Books, 2011, 752 p. (ISBN 9781451646887, lire en ligne)